# Helena Hietanen
Helena Hietanen, född 1963 i Helsingfors, är en finländsk skulptör och bildkonstnär. 
Hietanen studerade vid Konstindustriella högskolan 1983–1992 och vid Helsingfors universitets ritsal 1989–1991. Hon har sysslat med textil- och ljusskulpturer samt installationer som haft anknytning till hennes eget liv, liv och död. Hennes teknik har byggt på traditionella konsthantverkstraditioner i kombination med modern teknik (bland annat fiberoptik) och samverkan mellan naturligt ljus och artificiellt ljus i rum och interiörer. Hennes ljusskulptur Technolace med ett flätverk av optiska fibrer i en reflekterande monter av stål och glas har visats bland annat i London (1997) och på Champs Élysées i Paris (1999). Hon representerade Finland på Venedigbiennalen 1997. Hon tilldelades William Thuring-priset 2007.